# Diamond (Missouri)
Diamond – miasto w Stanach Zjednoczonych, w stanie Missouri, w hrabstwie Newton.